# بری بکت

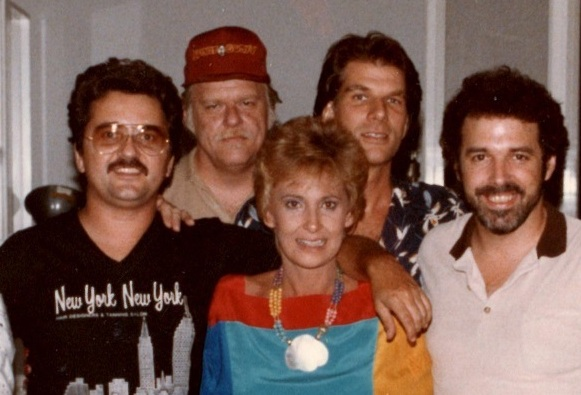
موسیقی دان

بری بکت (انگلیسی: Barry Beckett؛ ۴ فوریهٔ ۱۹۴۳ – ۱۰ ژوئن ۲۰۰۹) یک موسیقی‌دان اهل ایالات متحده آمریکا بود.